# Żukowice Nowe (gromada)
Żukowice Nowe (od 30 marca 1966 do 31 grudnia 1972 Nowe Żukowice) – dawna gromada, czyli najmniejsza jednostka podziału terytorialnego Polskiej Rzeczypospolitej Ludowej w latach 1954–1972.
Gromady, z gromadzkimi radami narodowymi (GRN) jako organami władzy najniższego stopnia na wsi, funkcjonowały od reformy reorganizującej administrację wiejską przeprowadzonej jesienią 1954 do momentu ich zniesienia z dniem 1 stycznia 1973, tym samym wypierając organizację gminną w latach 1954–1972.
Gromadę Żukowice Nowe z siedzibą GRN w Żukowicach Nowych utworzono – jako jedną z 8759 gromad na obszarze Polski – w powiecie tarnowskim w woj. krakowskim, na mocy uchwały nr 30/IV/54 WRN w Krakowie z dnia 6 października 1954. W skład jednostki weszły obszary dotychczasowych gromad Jastrząbka Nowa i Żukowice Nowe ze zniesionej gminy Lisia Góra w powiecie tarnowskim w woj. krakowskim oraz przysiółek Jawornik Nowy z dotychczasowej gromady Jawornik i przysiółek Katary z dotychczasowej gromady Borowa ze zniesionej gminy Czarna w powiecie dębickim w woj. rzeszowskim. Dla gromady ustalono 20 członków gromadzkiej rady narodowej.
29 lutego 1956 z gromady Żukowice Nowe wyłączono część wsi Jastrząbka Nowa (las państwowy) o pow. 35,8 ha (oddział 188), włączając ją do gromady Jastrząbka Stara w powiecie dębickim w woj. rzeszowskim.
31 grudnia 1959 do gromady Żukowice Nowe przyłączono obszar zniesionej gromady Żukowice Stare.
11 grudnia 1965 nazwę Żukowic Nowych zmieniono na Nowe Żukowice, natomiast nazwę gromady na gromada Nowe Żukowice dopiero 30 marca 1966.
Gromada przetrwała do końca 1972 roku, czyli do kolejnej reformy gminnej.